# Дирубидийтрииндий
Дирубидийтрииндий — бинарное неорганическое соединение, интерметаллид
рубидия и индия
с формулой In3Rb2,
кристаллы.

## Получение
- Сплавление стехиометрических количеств чистых веществ:

{\displaystyle {\mathsf {2Rb+3In\ {\xrightarrow {490^{o}C}}\ In_{3}Rb_{2}}}}

## Физические свойства
Дирубидийтрииндий образует кристаллы
тетрагональной сингонии,
пространственная группа I 4/mmm,
параметры ячейки a = 0,6883 нм, c = 1,5913 нм, Z = 4,
структура типа трииндийдицезия Cs2In3
.
Соединение образуется по перитектической реакции при температуре 490 °C .